# The Romance
The Romance è un cortometraggio muto del 1913 diretto da Allan Dwan

## Produzione
Il film fu prodotto dall'American Film Manufacturing Company come Flying A.

## Distribuzione
Distribuito dalla Mutual Film, il film - un cortometraggio in una bobina - uscì nelle sale cinematografiche USA il 15 febbraio 1913 mentre in quelle britanniche venne presentato il 5 aprile di quello stesso anno.